# Daurat fosc
El daurat fosc (Thymelicus acteon) és una espècie de lepidòpter papilionoïdeu de la família dels hespèrids (Hesperiidae) present als Països Catalans.

## Distribució
Present a gran part d'Europa, des de la península Ibèrica, sud de la península Itàlica i sud de Grècia fins als 54°N al nord d'Alemanya, centre de Polònia, nord d'Ucraïna i sud de la Rússia europea. També present al nord d'Àfrica, al Marroc, Algèria i Tunísia, a les illes Canàries, així com a l'Àsia temperada des de Turquia i el Llevant fins a l'Iraq i l'Iran. Absent de les principals illes mediterrànies, excepte Elba, Sicília, Xipre i diverses illes gregues, com ara Corfú, Eubea, Naxos, Siros, Tinos, Egina, Andros, Paros, Creta, Tasos, Samos i Rodes, mentre que a les illes Britàniques només es troba a l'extrem sud d'Anglaterra, a la costa de Dorset. Ocupa la major part de la península Ibèrica, a excepció de l'extrem nord-oest i de la Meseta, on és molt rara. A Catalunya es troba repartida per tot el territori, a excepció dels cims més alts dels Pirineus.

## Descripció
Envergadura alar d'entre 21 i 24 mm. Lleuger dimorfisme sexual, en presentar el mascle un androconi en forma d'una llarga línia negra a l'anvers de l'ala anterior, mentre que la femella presenta taques grogues més marcades a l'anvers de l'ala anterior. Anvers amb el fons ataronjat uniforme, un marge fosc i un arc de taques grogues a la part exterior de l'ala anterior, menys marcades o absents en el mascle. Revers d'ambdues ales ataronjades, amb l'androconi visible en el cas dels mascles, i, en el cas de les femelles, amb un semicercle de taques clares a l'ala anterior.

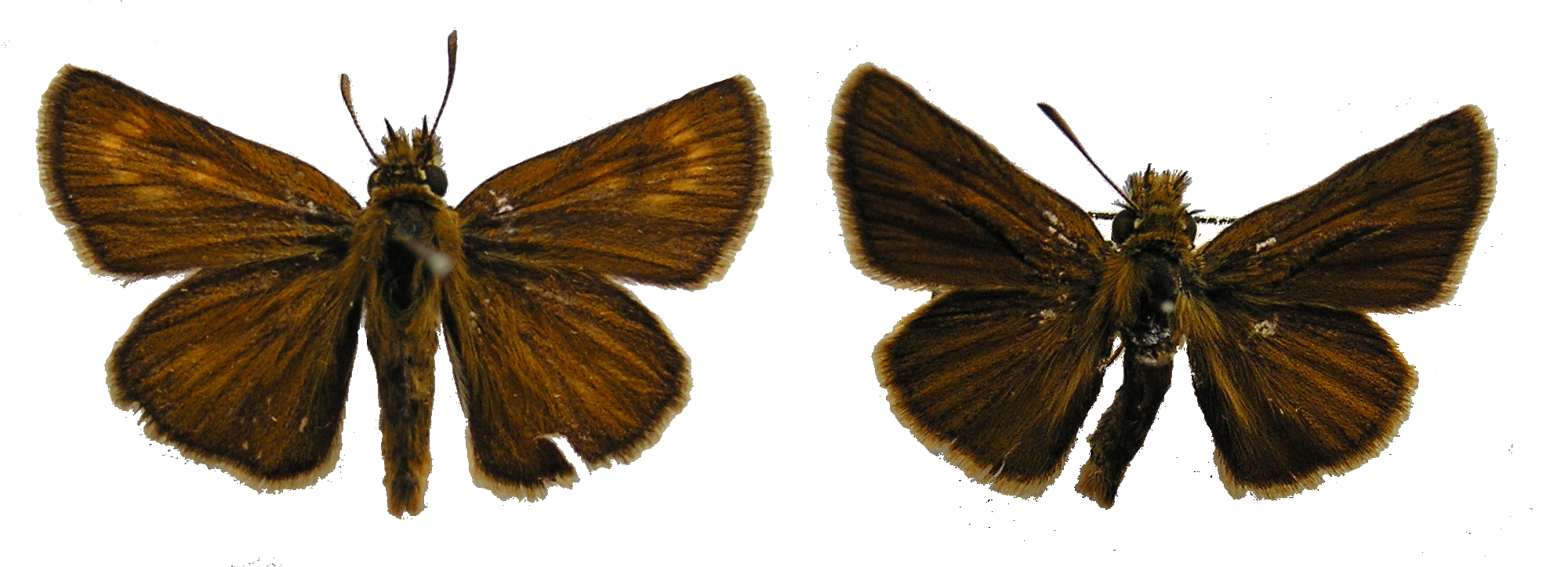
♀ / ♂

## Hàbitat
Tot tipus de llocs càlids i oberts, com ara prats, conreus, erms, vores de camins, etc. Rang altitudinal des del nivell del mar fins als 1800 m. L'eruga s'alimenta de diverses gramínies, sobretot espècies del gènere Brachypodium, com ara B. pinnatum, B. phoenicoides o B. sylvaticum, però també espècies dels gèneres Calamagrostis i Bromus, així com de Dactylis glomerata o Elymus repens, entre d'altres.

## Període de vol i hibernació
Vola en una generació entre mitjans de maig i principi d'agost, en emergència prolongada. A les illes Canàries, en canvi, sembla que pot volar en dues o tres generacions des de febrer fins a finals de setembre. Hiverna com a eruga.

## Comportament i particularitats biològiques
Per a pondre els ous, les femelles seleccionen gramínies seques, on insereixen grups d'un a quatre ous a les fulles plegades. Les erugues hivernen en un receptacle construït a partir de les fulles de les seves plantes nutrícies.

## Espècies ibèriques similars
- Daurat de punta negra (Thymelicus lineola)
- Daurat de punta taronja (Thymelicus sylvaticus)
- Dard ros (Ochlodes sylvanus)

## Galeria

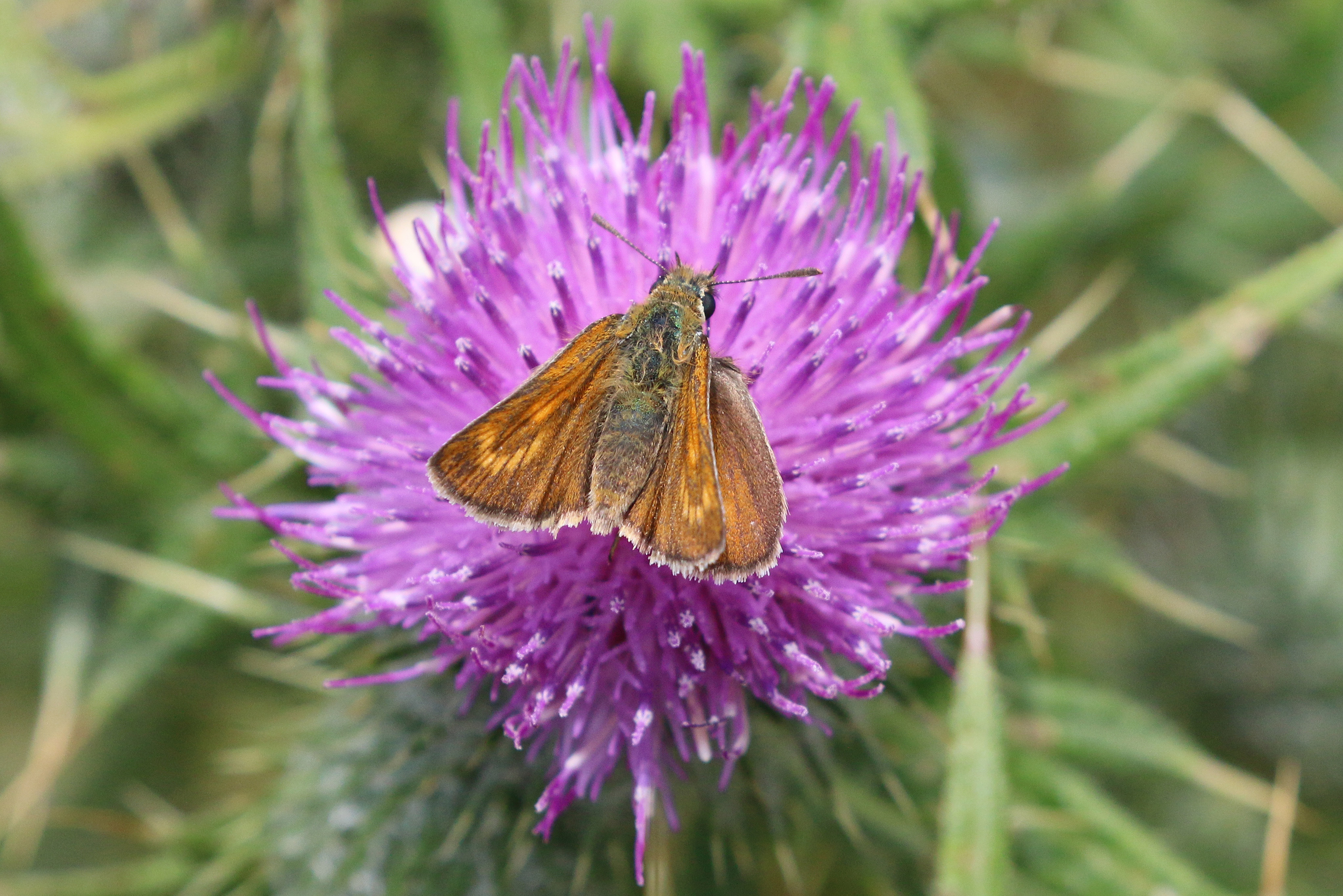
Anvers d'una femella
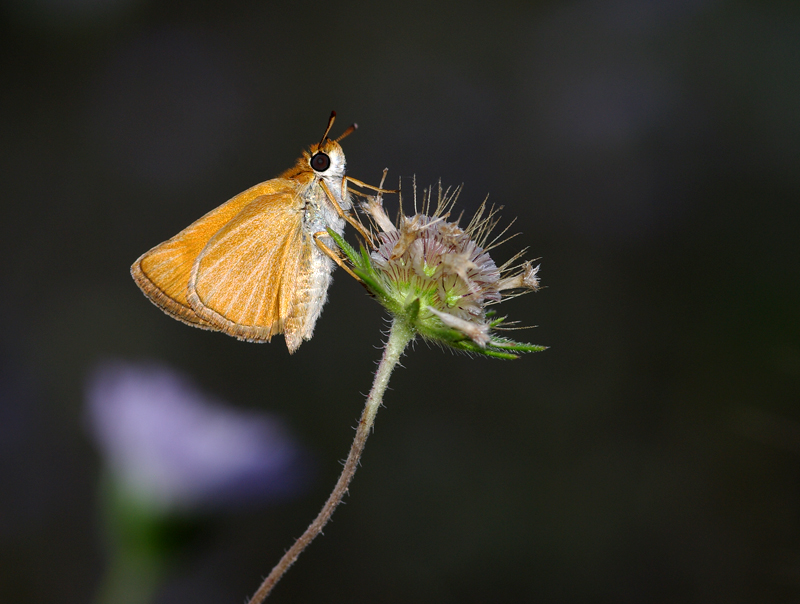
Revers d'una femella
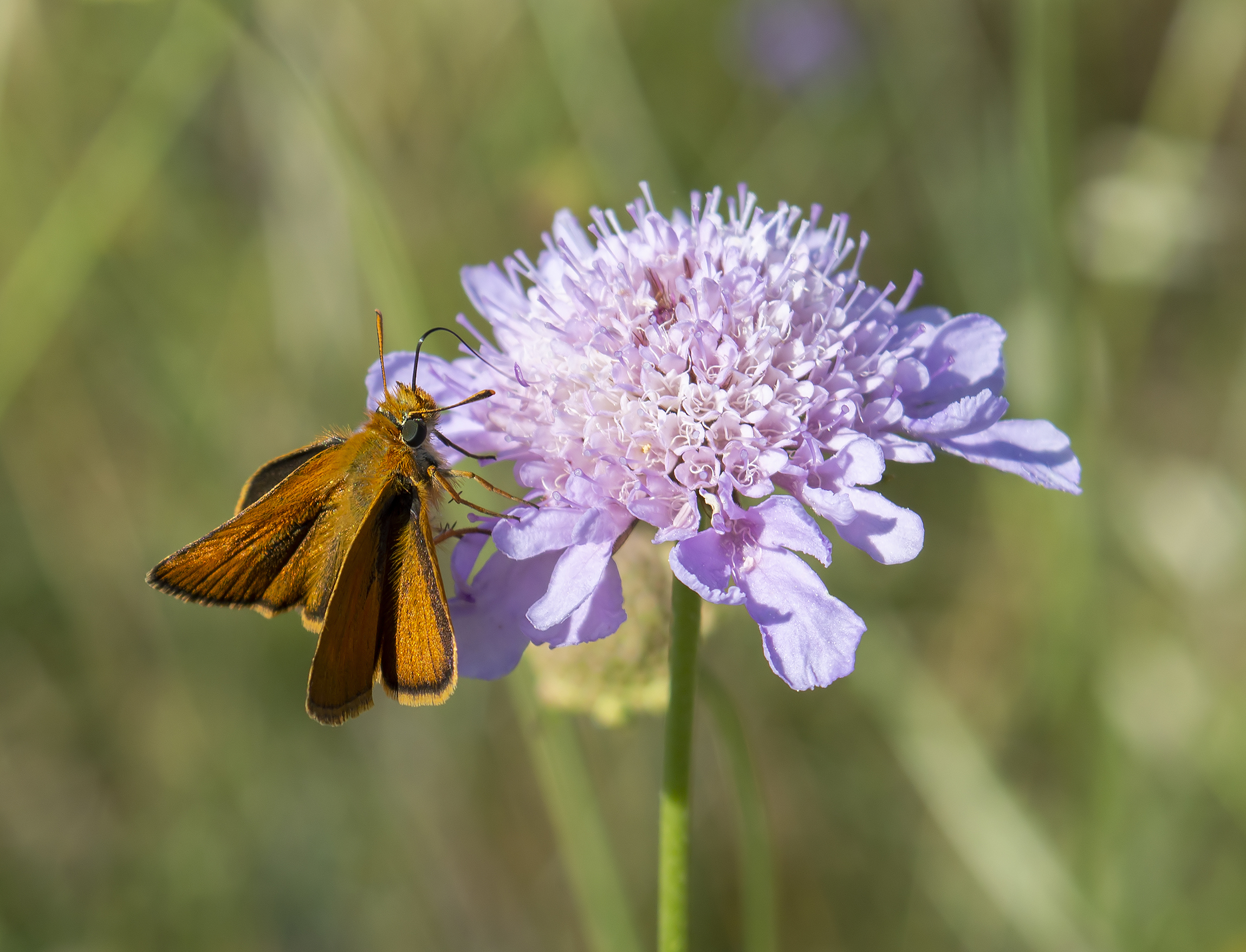
Adult alimentant-se